# Дорошевич, Михаил Васильевич
Михаил Васильевич Дорошевич (19 (6) ноября 1900, Орша — 28 января 1968) — советский учёный-педагог и деятель народного образования. Заслуженный деятель науки и техники БССР (1954), профессор (1961). Член КПСС с 1946 года.

## Биография
Из семьи служащих. Участник Гражданской войны. Окончил Белорусскую сельхозакадемию (1927).
В 1928—1929 годах работал в Наркомате земледелия БССР. С 1930 года на научно-педагогической работе в вузах и НИИ БССР. Заведующий кафедрой геодезии (1933—1941, 1945—1959), ректор (1947—1959) Белорусского политехнического института.
В 1959—1968 годах министр высшего и среднего специального образования БССР.
Член ЦК КПБ в 1954—1961 годах. Депутат Верховного Совета БССР в 1955—1962 годах.
Награждён орденом Ленина, 3 орденами, медалями.

## Научные интересы
Автор научно-методических работ по различным видам геодезических съемок, камеральной обработке полевых материалов, выявлению и изучению торфяных месторождений Беларуси.

## Память
Его именем названа одна из улиц Минска.